# 小行星2825
小行星2825（2825 Crosby）是一颗绕太阳运转的小行星，为主小行星带小行星。该小行星于1938年9月19日发现。
該小行星以美國男歌手和演員平·克勞斯貝命名。

## 轨道参数
小行星2825的轨道半长轴为2.2454393 UA，离心率为0.175。